# Neka Art Museum

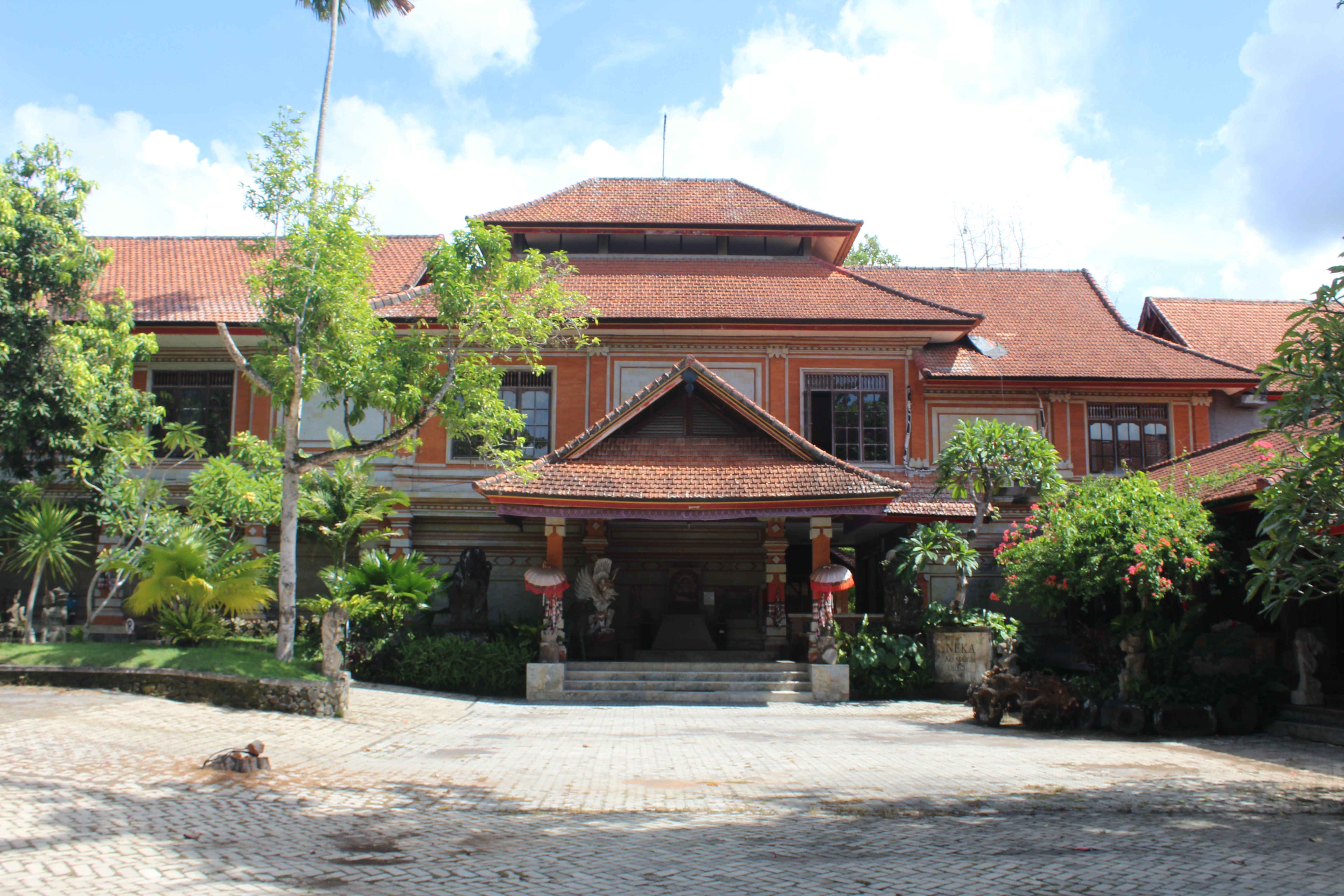
Neka Art Museum

Neka Art Museum is een museum in Ubud, Bali, gewijd aan kunst vervaardigd in Indonesië en in het bijzonder op Bali. Het is een particulier museum van Pande Wayan Suteja Neka en werd geopend in 1976. De collectie concentreert zich onder meer op de verschillende Balinese scholen, zoals de Ubud-stijl en de Batuan-stijl, maar toont ook werk van Indonesische kunstenaars als Affandi en van buitenlanders. Eén paviljoen is gewijd aan werken van de van oorsprong Nederlandse schilder Arie Smit, die verschillende schilderijen heeft geschonken. Verder is er werk te zien van onder meer Rudolf Bonnet, Wim Hofker en Theo Meier.